# Podcerkawizna
Podcerkawizna – osada w Polsce położona w województwie łódzkim, w powiecie radomszczańskim, w gminie Radomsko. Miejscowość wchodzi w skład sołectwa Bobry.
W latach 1975–1998 miejscowość administracyjnie należała do województwa piotrkowskiego.